# بلن پوتاسا
بلن پوتاسا (انگلیسی: Belén Potassa؛ زادهٔ ۱۲ دسامبر ۱۹۸۸) بازیکن فوتبال اهل آرژانتین است.

وی همچنین در تیم‌های ملی فوتبال Argentina women's national under-20 football team و زنان آرژانتین بازی کرده‌است.